# Ramphotyphlops albiceps
Ramphotyphlops albiceps — неотруйна змія, представник роду Ramphotyphlops з родини Сліпуни. Інша назва «білоголовий сліпун».

## Опис
Загальна довжина досягає 10—15 см, іноді 20 см. Маленька змійка з білою головою та кінчиком хвоста, у деяких особин на морді є чорна пляма. Зовні дуже схожа на черв'яків, має тонкий циліндричний тулуб та короткий тупий хвіст, на кінчику якого є маленька шпора. Очі ледь видимі неозброєним оком. Луска на спині та черевній стороні гладенька, однакового розміру. Забарвлення спини й боків коричнювате, черево блідіше.

## Спосіб життя
Полюбляє лісисту місцевість, зустрічається у верхніх шарах ґрунту під опалим листям, у заростях широколистого тютюну. Живиться мурашиними яйцями, личинками та лялечками.
Це яйцекладна змія. Самиця відкладає 2—4 яйця.

## Розповсюдження
Мешкає у М'янмі, Таїланді, Гонконзі, на півночі Малаккського півострова.